# Charles Hutchison
Pour les articles homonymes, voir Hutchison.
Charles Hutchison est un acteur, réalisateur, scénariste et producteur américain né le 3 décembre 1879 à Pittsburgh (Pennsylvanie), et mort le 30 mai 1949 à Los Angeles (Californie).

## Filmographie

### Comme acteur
- 1914 : Lena Rivers : Durward Belmont
- 1914 : The Lass o' Killikrankie
- 1914 : The Wayward Son
- 1914 : The Little Angel of Canyon Creek : Bishop Mills
- 1915 : The Master of the House : Undetermined Role
- 1915 : Rip Van Winkle Badly Ripped
- 1915 : Divorced : Eugene Manson
- 1915 : The Better Woman : Jim Travers
- 1915 : Not Guilty : Tom Matthews
- 1916 : War Brides (en) d'Herbert Brenon : George
- 1917 : God of Little Children : Robert Moran
- 1917 : Pride and the Devil : Undetermined Role
- 1917 : The Mystic Hour : Guido
- 1917 : The Golden God : George
- 1918 : Schools and Schools
- 1918 : The Desired Woman de Paul Scardon : Jarvis Saunders
- 1918 : Wolves of Kultur : Bob Moore
- 1919 : The Great Gamble : Ralph Darrell
- 1920 : The Whirlwind (it)
- 1921 : Double Adventure : Bob Cross / DIck Biddle
- 1921 : Hurricane Hutch : Larry Hutchdale
- 1922 : Go Get 'Em Hutch : Hutch
- 1922 : Speed : Speed Stansbury
- 1923 : Hutch Stirs 'em Up : Hurricane Hutch
- 1924 : Ten After Ten : Stanton
- 1924 : Hurricane Hutch in Many Adventures : Hurricane Hutch
- 1924 : Surging Seas : Bob Sinclair
- 1924 : The Law Demands
- 1924 : Hutch of the U.S.A. : Captain Juan de Barcelo / Hutch of the U.S.A
- 1924 : Poison : Bob Marston
- 1924 : Fangs of the Wolf
- 1924 : Turned Up : Bruce Pomroy
- 1924 : After Dark : Billy Fisk
- 1924 : The Fatal Plunge : Ralph Darrell
- 1924 : The Radio Flyer
- 1925 : The Hidden Menace
- 1926 : Lightning Hutch : Larry Hutchdale / 'Lightning Hutch'
- 1927 : Pirates of the Sky : Bob Manning
- 1927 : The Trunk Mystery : Jim Manning
- 1927 : Hidden Aces : Larry Hutchdale
- 1933 : The Mystic Hour : Robert Randall
- 1935 : On Probation : Man at Station
- 1939 : The Lone Ranger Rides Again de William Witney et John English : Townsman #5
- 1939 : Dick Tracy's G-Men (en) : Brandon, Salvage yard owner [Ch.4]
- 1940 : Adventures of Red Ryder : Rancher Brown [Ch. 6]
- 1940 : Mysterious Doctor Satan (en) (Mysterious Doctor Satan) : Proprietor [Ch. 5]
- 1942 : Too Many Women (en) de Samuel Neufeld : Waiter
- 1943 : The Masked Marvel
- 1944 : Captain America : Merritt [Chs. 1-2]

### Comme réalisateur
- 1915 : The Corsican Brothers Up to Date
- 1915 : Miss Trillie's Big Feet
- 1915 : Rip Van Winkle Badly Ripped
- 1924 : Hurricane Hutch in Many Adventures
- 1924 : On Probation
- 1925 : The Hidden Menace
- 1925 : Was It Bigamy?
- 1926 : Lightning Hutch
- 1926 : The Winning Wallop
- 1926 : Flying High
- 1927 : Catch-As-Catch-Can
- 1927 : The Little Firebrand
- 1927 : The Down Grade
- 1927 : When Danger Calls
- 1928 : Out with the Tide
- 1928 : Bitter Sweets
- 1931 : Women Men Marry
- 1932 : A Private Scandal
- 1932 : Out of Singapore
- 1932 : Bachelor Mother
- 1933 : Found Alive
- 1934 : House of Danger
- 1935 : On Probation
- 1935 : Circus Shadows
- 1935 : The Judgement Book
- 1935 : Riddle Ranch
- 1936 : Desert Guns
- 1936 : Night Cargo
- 1936 : Un poing… c'est tout ! (Born to Fight)
- 1936 : Phantom Patrol

### comme scénariste
- 1921 : Hurricane Hutch
- 1924 : Poison
- 1930 : The Danger Man